# 埃丹达伦
埃丹达伦（1991年3月26日—）是一名缅甸女子举重运动员，身高1.58米。2010年11月14日，在广州亚运会53公斤级举重比赛中以187千克的成绩获得第八名。